# اندیس شرق و شمال شرق تمام ده
شرق و شمال شرق تمام ده یک اندیس فلزی است که در حوالی شهر شمال بندان استان خراسان قرار دارد و مادهٔ معدنی موجود در آن، مس است.سنگ میزبان این اندیس کالرملانژ است  در این اندیس، پاراژنز‌های پیریت، کوارتز یافت می‌شوند.